# Воскресенская церковь (Торжок)
Церковь Воскресения Христова (Воскресенская церковь) — недействующий православный храм в городе Торжке Тверской области. Построен в 1779 году. Памятник градостроительства и архитектуры федерального значения.

## История
Воскресенская церковь — одна из старинных церквей Торжка, основанная в XVI веке, находится на высоком берегу реки Тверцы у Борисоглебского монастыря. В Тверских писцовых книгах Потапа Нарбекова фигурирует храм Воскресения Христова, имеющий придел Иоанна Златоуста (1625). Первоначально церковь была деревянной, но погибла от пожара во время «литовского разорения». Существующее ныне здание было выстроено по благословению епископа Тверского Арсения III в 1779 году. Главный престол — Воскресения Христова (храмовое празднество на неделе апостола Фомы), два других престола в трапезной — Смоленской Божией матери и Иоанна Златоуста. По сообщению Димитрия (Самбикина) (1903) при церкви была библиотека, где хранилась подлинная грамота царя Михаила Фёдоровича от 6 сентября 1620 года. Среди церковных древностей, перечисленных Димитрием: икона Спаса Нерукотворного «на горнем месте в главном алтаре»; храмовая икона «Сошествие во ад» в «ризе серебряной позлащённой», находившаяся на правой стороне царских врат в южном приделе; иконы «Святой Иоанн Златоуст» и «Святая великомученица Екатерина», все они упоминаются у Нарбекова.
Храм был закрыт в 1930 году и пустует по настоящее время.

## Архитектура
Церковь представляет собой один из ранних примеров сооружений русского классицизма в его московском варианте. Имя автора проекта церкви Воскресения Христова неизвестно.